# Mission San Carlos Borromeo
La mission San Carlos Borroméo del río Carmelo est une des 21 missions que des Espagnols de l’ordre des Franciscains fondèrent entre 1769 et 1823 en Californie. Elle est située près de l’actuelle ville de Carmel-by-the-Sea et est classée monument historique. Son église est une basilique mineure.

## Histoire
La mission San Carlos Borromeo est fondée le 3 juin 1770 par le père Junipero Serra et le gouverneur Gaspar de Portolà, sur le site du Presidio de Monterey. Nommée en l’honneur de saint Charles Borromée, elle est la deuxième mission fondée en Californie par les Franciscains.
L’année suivante, afin d’éviter les interférences avec Pedro Fages, commandant militaire, et trouver de meilleures terres, la mission est déplacée à son emplacement actuel, plus au sud, près de la rivière Carmel. C’est de cette proximité qu’elle tire son nom de San Carlos Borromeo del Carmelo. Le père Junipero Serra y établit alors son quartier général. Le site original continue à servir de chapelle au presidio et est aujourd’hui la cathédrale Saint-Charles-Boromée (en).
Les Amérindiens des peuples Esselen (en) et Ohlone, qui vivaient aux alentours de la mission, sont évangélisés et employés comme laboureurs, bergers, forgerons et charpentiers ainsi qu’à la fabrication de l’adobe, des tuiles et des outils nécessaires à la construction de la mission et de son église. Le père Serra, décédé en 1784 est inhumé dans cette église.
Son successeur, le père Lasuen, établit lui aussi sa résidence à San Carlos Borromeo. Sous son égide, la construction d’une nouvelle église en pierre débute en 1793 et s’achèvera en 1797. Le nombre de néophytes ne sera jamais très élevé dans la mission. Il atteint son maximum de 927 en 1794, et diminue constamment les années suivantes pour atteindre 150 en 1834, ceci étant en grande partie dû à la diminution des populations amérindiennes locales.
Après la sécularisation des missions californiennes votée par le Mexique en 1834, la mission est restée à l’abandon, et c’est une ruine que l'Église catholique reprit en 1863. La voilà, alors dotée d’un nouveau toit en 1880 et de nouveau consacrée en 1884. Cependant, la restauration ne débutera qu’en 1930, quand l’évêché nomma Harry Downie, conservateur de la mission.
De nos jours, la mission est un des sites touristiques les plus populaires de la région de Monterey et est classée monument historique par l’État de Californie et le gouvernement fédéral des États-Unis. Elle est aussi une paroisse active du diocèse de Monterey et accueille en ses murs une école privée et deux musées.

## Galerie

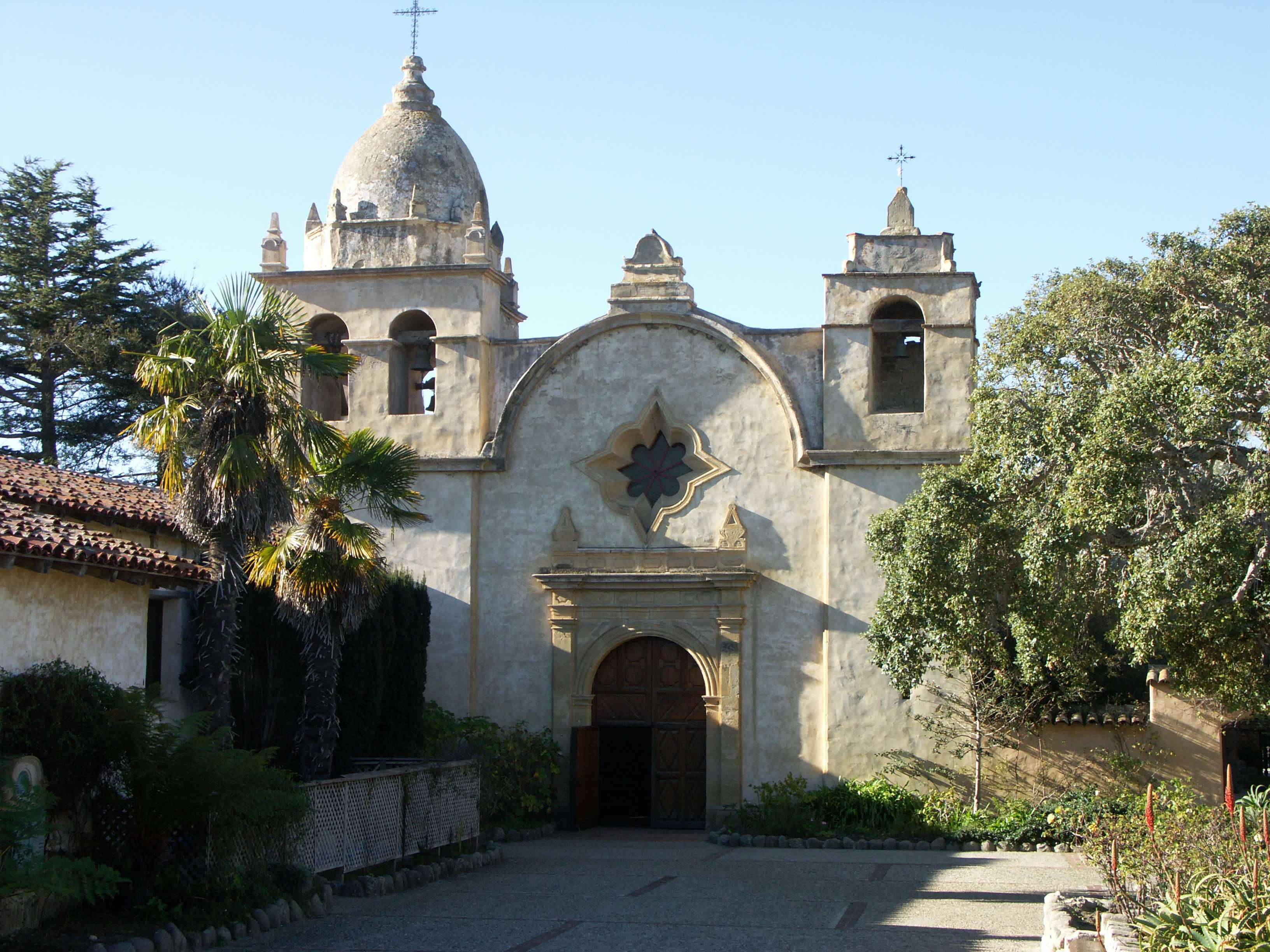
Entrée de l'église de la mission.
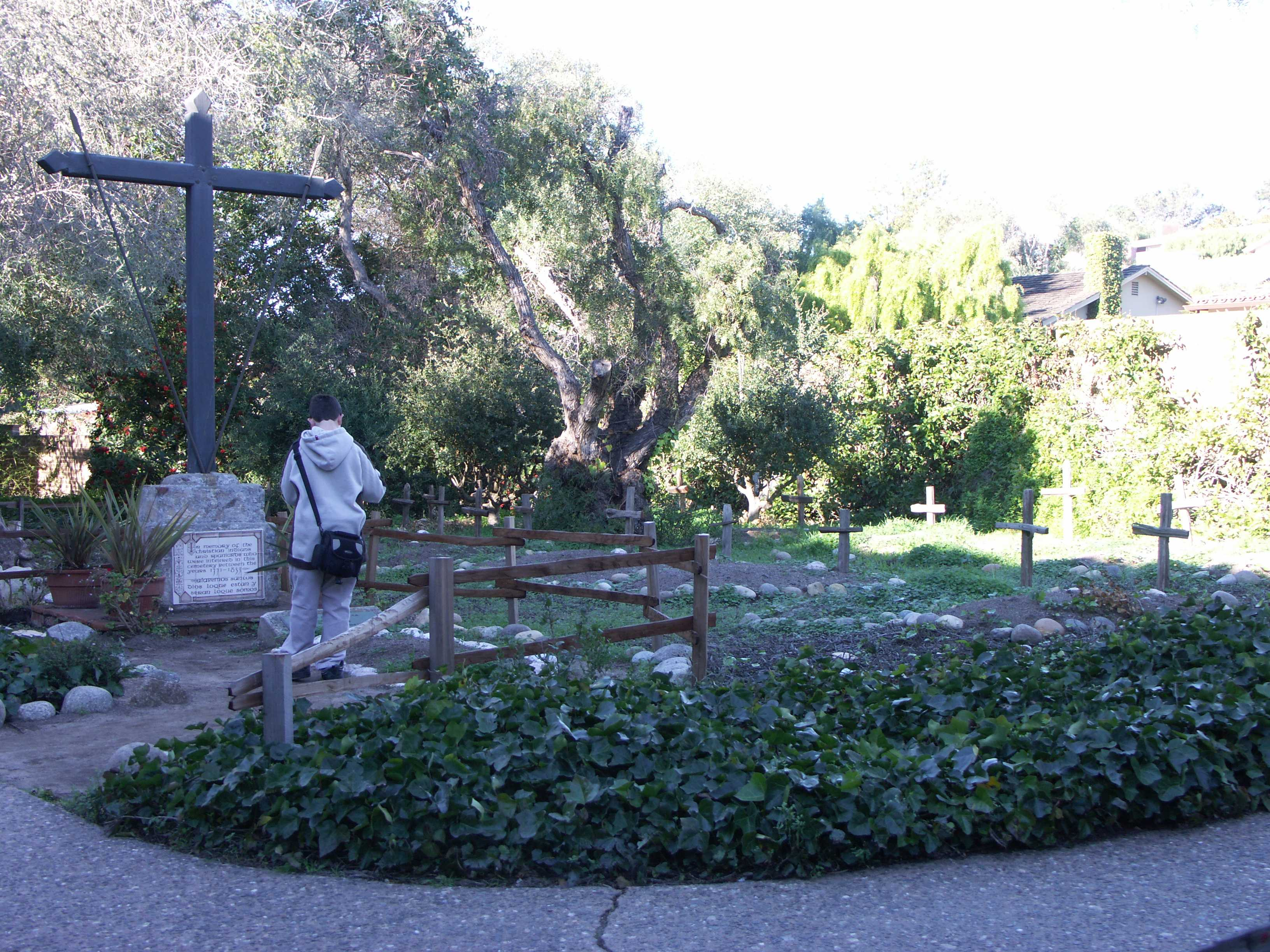
Cimetière indien.
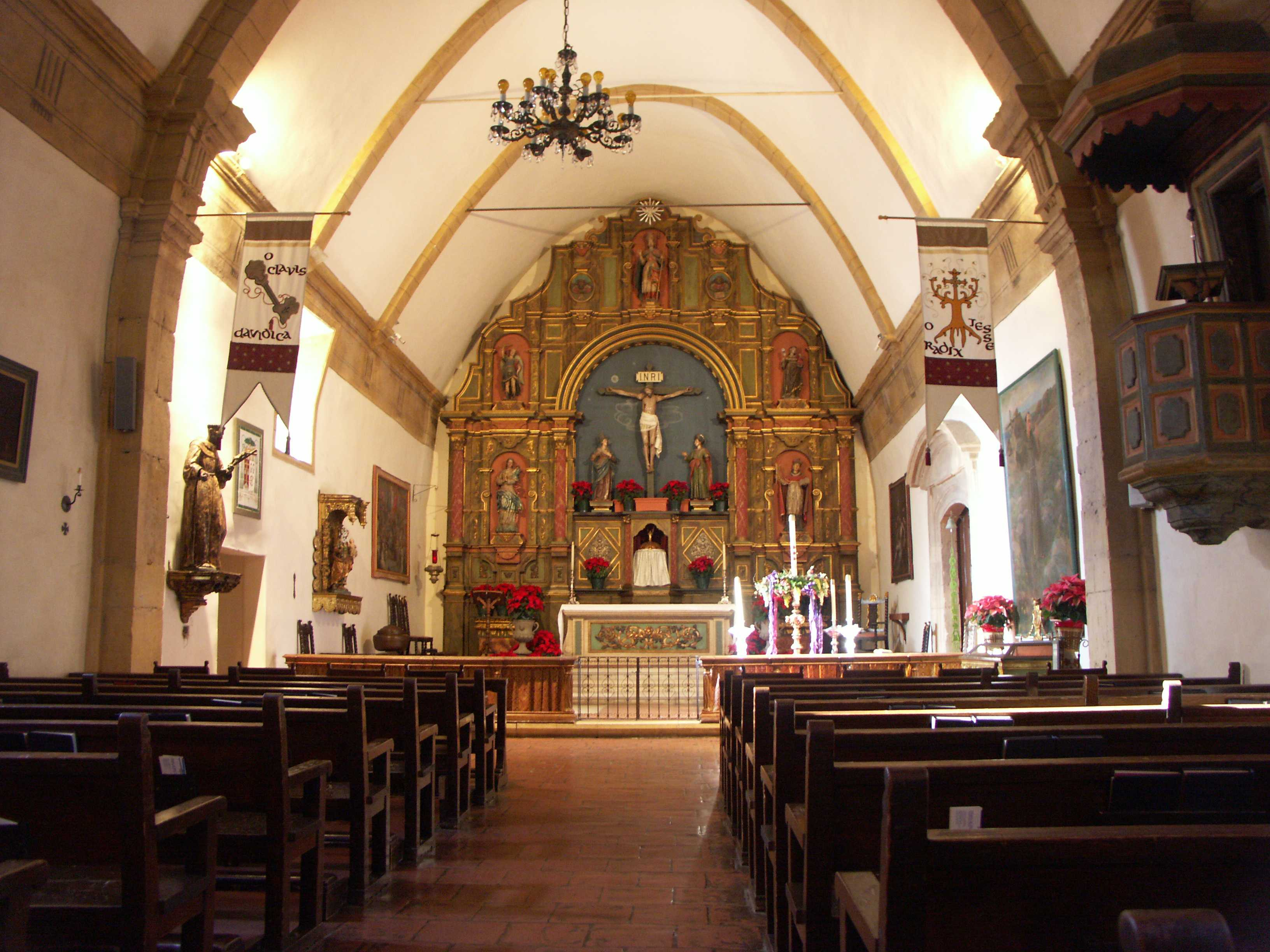
Intérieur de l'église et autel.
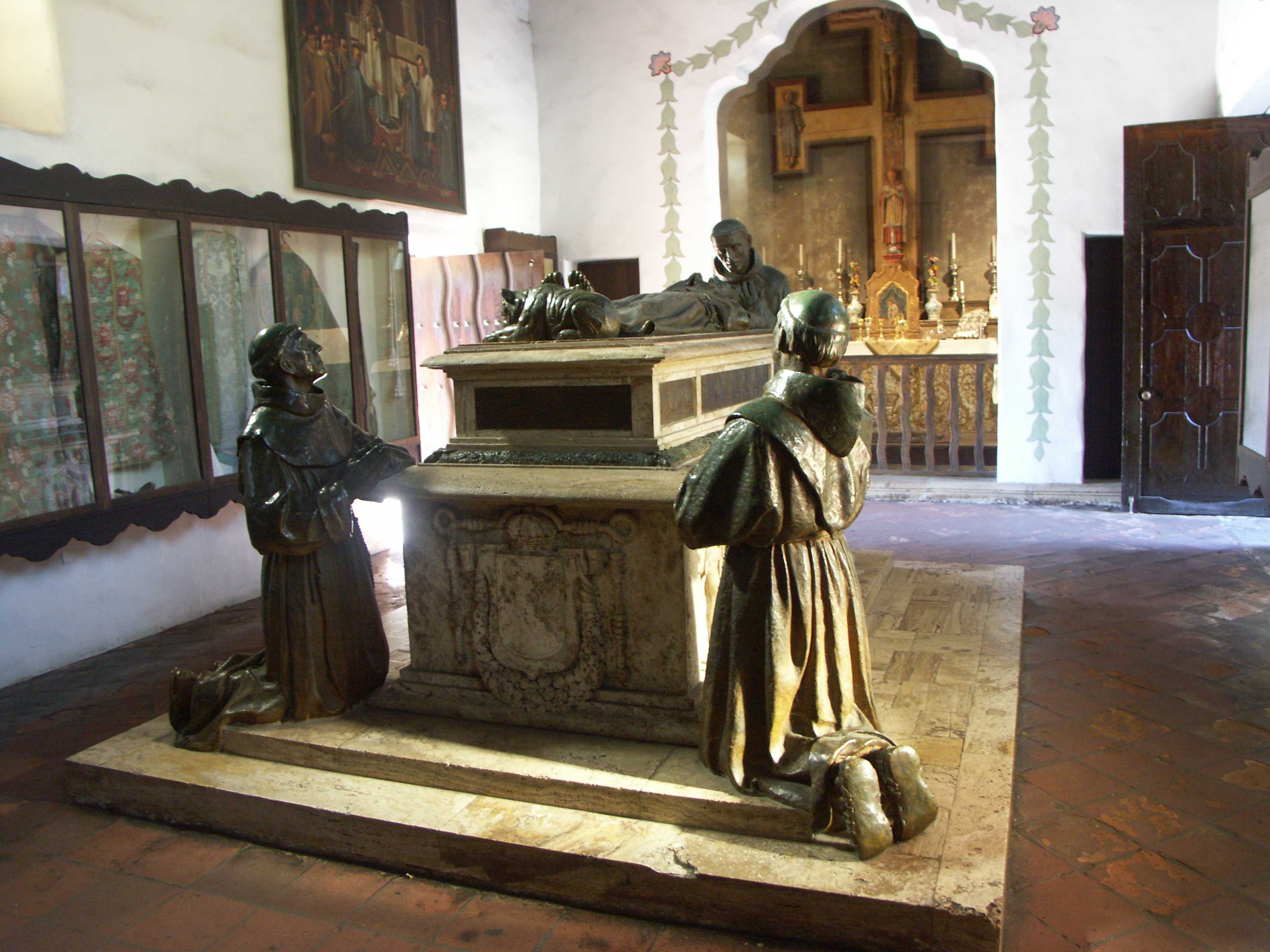
Cénotaphe du père Serra.

## Source
- (en) Cet article est partiellement ou en totalité issu de l’article de Wikipédia en anglais intitulé « Mission San Carlos Borromeo de Carmelo » (voir la liste des auteurs).